# Chambre de commerce et d'industrie française en Chine
 (juin 2012).
Pour les articles homonymes, voir CCIFC.
La Chambre de Commerce et d'Industrie Française en Chine (CCIFC) est une association privée de droit chinois qui représente les entreprises françaises implantées en Chine, établie en 1992. La CCIFC s’autofinance à hauteur de 99 % de son budget et bénéficie du soutien des pouvoirs publics français (1 %).

## Bureau
Ses orientations stratégiques sont définies par un Bureau composé de 30 représentants répartis entre Pékin (12), Shanghai (12) et Canton (6). Ces représentants d'entreprises françaises implantées en Chine sont élus par la communauté d'affaires française. Ils désignent ensuite un(e) président(e), un(e) trésorier(e), ainsi que des vice-président(e)s et trésorier(e)s locaux. Le bureau a été élu en 2011 pour 2 ans.
Il se réunit chaque mois pour débattre des activités et services de la Chambre, et abrite en son sein six commissions permanentes : Communication, Relations Extérieures, Finance, Affaires Juridiques, Ressources humaines et Stratégie. 
Le travail quotidien est assuré par une équipe bi-culturelle de 40 permanents basés dans les 3 antennes principales (Pékin, Shanghai et Canton), 3 nouveaux bureaux créés à la fin de 2008 (Tianjin, Wuhan et Shenzhen) et celui de Chengdu, créé cette année.

## Présence en Chine
La CCIFC possède des antennes à Pékin, Shanghai, Canton, Shenzhen et Chengdu et des représentants à Tianjin, Kunming, Dalian, Shenyang et Xiamen.